# Polia
Polia község (comune) Olaszország Calabria régiójában, Vibo Valentia megyében.

## Fekvése
A megye északkeleti részén fekszik. Határai: Cenadi, Cortale, Filadelfia, Francavilla Angitola, Jacurso, Maierato, Monterosso Calabro és San Vito sullo Ionio.

## Története
A település alapításáról nincsenek pontos adatok. Neve valószínűleg a görög polia szóból ered, amelynek jelentése régi. Épületeinek nagy része az 1783-as calabriai földrengésben elpusztult. A 19. század elején vált önálló községgé, amikor a Nápolyi Királyságban felszámolták a feudalizmust.

## Népessége
A népesség számának alakulása:

## Főbb látnivalói
- Santa Croce-templom
- Madonna dell’Immacolata-templom
- Sant’Enrico-templom
- Madonna di Loreto-templom
- San Nicola-templom